# Cercosphaera wirritin
Cercosphaera wirritin är en kräftdjursart som beskrevs av Bruce 1994. Cercosphaera wirritin ingår i släktet Cercosphaera och familjen klotkräftor. Inga underarter finns listade i Catalogue of Life.